# Тидей
Тидей (др.-греч. Τυδεύς) — в древнегреческой мифологии сын Ойнея Калидонского и Перибеи (иногда Гиппострата и Перибеи либо Ойнея и Горги; либо Ареса и Перибеи), отец Диомеда. Один из предводителей похода Семерых против Фив.
Этот герой упоминается в «Илиаде» (4, 375—400; 5, 800—815) и у Эсхила в трагедии «Семеро против Фив» (Эписодий 2,380-415). Аргонавт.
По версии Гесиода, убил своих дядей: Агрия, Алкафоя, Мелана, Пилона. По другой версии, изгнан за убийство сыновей Мелана. Изгнанный, уехал в Аргос к Адрасту и женился на его дочери Деипиле. На щите голова вепря (по версии, был одет в кабанью шкуру), либо (по Эсхилу) на щите звезды и полная луна.
Отправился в Фивы с требованием к Этеоклу уступить царскую власть. При возвращении убил 50 или 49 воинов. На Немейских играх состязался в борьбе. Отправившись с Адрастом и Полиником в поход на Фивы, победил в схватке 50 их лучших защитников, а во время осады стоял у Кренидских ворот (либо у Претовых, или у Гомолоидских).
Согласно поэту Мимнерму, по внушению богини Афины Тидей умертвил дочь Эдипа Исмену, вступившую в связь с бежавшим из Аргоса прорицателем Теоклименом.
Пал в числе семи при Фивах. Убил Меланиппа, когда тот его смертельно ранил, расколол его череп и выпил мозг. Афина, покровительствующая Тидею, ужаснулась этому поступку и не дала ему бессмертие, которое выпросила у Зевса.
Могилу Тидея показывали в Фивах. Действующее лицо трагедии Феодекта «Тидей».